# Delfino (sommergibile 1892)
Il Delfino è stata la prima unità subacquea della Regia Marina.

## Origine, progetto e costruzione
La decisione di dotare la Marina italiana di un'unità subacquea fu presa da Benedetto Brin, ministro della Marina ed ingegnere navale, allarmato dalle notizie sulle prestazioni del sommergibile francese Gymnote, costruito nel 1888.
Il progetto del nuovo sottomarino, completato nel 1889, fu affidato al direttore del Genio Navale Giacinto Pullino, coadiuvato in tale opera da due ufficiali, Carlo Vigna e Cesare Laurenti (futuro progettista “di punta” dei sommergibili italiani). Costruito in segreto tra il 1890 ed il 1892 nell'arsenale di La Spezia, il sommergibile – la cui costruzione costò 300.000 lire – non aveva inizialmente nome e fu dapprima denominato «Pullino», assumendo in seguito il nome di Delfino.
Lo scafo del Delfino – di tipo semplice, a sezioni circolari – era affusolato e di forma simile più a quella di un odierno sottomarino, fatto per operare sempre in immersione, che a quella dei sommergibili successivi; effettivamente era stato ideato, a differenza dei successivi sommergibili, per operare esclusivamente in immersione. La parte superiore dello scafo era munita di una corazza d'acciaio spessa cinque centimetri, mentre la torretta, bronzea, aveva uno spessore di 15 cm, con alcune aperture coperte da cristalli.
L'unico motore, della potenza di 65 CV, era elettrico, ed azionava una singola elica tripala, mentre altre due eliche tripale, poste in coperta, servivano per l'immersione ed il mantenimento della profondità (erano dette «eliche di affondamento»). Due timoni verticali, collocati a poppa, e due orizzontali, a prua, permettevano la manovra.
Per emergere pompe centrifughe ed a mano pompavano aria compressa a 10 atmosfere; era usata anche la zavorra. Vi erano due casse d'assetto e piani di piombo del peso di 30 chili, anch'essi per l'assetto. Il Delfino fu inoltre il primo sommergibile munito di bussola giroscopica. 
Sullo scafo erano collocati 4 maniglioni, per poterlo imbracare. L'illuminazione interna era consentita da 12 lampadine elettriche.
Il 29 aprile 1892 ebbero inizio le prove a La Spezia, al comando del tenente di vascello Carlo Scotti e con quattro uomini d'equipaggio: il Delfino rimase in immersione per cinque ore. Nel 1893 furono diffuse le prime notizie riguardo l'unità.
Tuttavia, stante ancora notevole diffidenza nei confronti dell'arma subacquea, una volta effettuate tutte le prove, nel 1895, il Delfino fu accantonato in un capannone dell'Arsenale di La Spezia.

## La ricostruzione e la vita operativa
Nel 1900, in seguito a pressioni dei vertici delle forze armate ed all'afflusso di notizie sullo sviluppo dell'arma subacquea francese, il neoministro della Marina Giovanni Bettolo diede ordine di rimettere in servizio il Delfino, migliorarlo e riprendere le prove.
Il sottomarino fu sottoposto ad una radicale ricostruzione: il dislocamento divenne di 102 tonnellate in superficie e 113 in immersione, il motore elettrico fu rimpiazzato da un motore a scoppio da 150 CV per la navigazione in superficie  e da una motodinamo da 55 kilowatt; la velocità non cambiò ma l'autonomia salì da 24 a 165 miglia in superficie.
Fu eliminata parte delle eliche di affondamento (le altre furono rimosse nel 1911), ed i due tubi lanciasiluri da 350 mm furono rimpiazzati con uno singolo da 450. Furono installate paratie trasversali interne, timoni di profondità con relativi servomotori idraulici, bombole d'aria compressa a 15 atmosfere.
La torretta fu ampliata e dotata di una manica a vento retrattile (per aerare i motori) e di un cleptoscopio, una sorta di primitivo periscopio, ed a prua fu aggiunto un rivestimento in lamiera che cambiò il profilo dello scafo. All'interno dello scafo furono ricavati serbatoi per il combustibile. L'equipaggio divenne di 2 ufficiali ed 11 sottufficiali e marinai. 
Nel 1901 ripresero le prove del rinnovato Delfino, ed il 30-31 maggio di quell'anno il sommergibile effettuò prove d'immersione, attacco, lancio siluri ed evoluzioni restando in immersione, alla presenza del re Vittorio Emanuele III e dei vertici della Regia Marina.
Tuttavia il Delfino fu presto superato dalle nuove classi di sommergibili.
Nel 1904 fu trainato a La Spezia dal rimorchiatore Ciclope, venendo assegnato alla IV Squadriglia Sommergibili; comandante dell'unità era il tenente di vascello Alessandro Giaccone.
Durante la prima guerra mondiale il sommergibile fu impiegato nella difesa di Venezia.
Nel gennaio 1916 fu trasferito alla II Squadriglia e l'anno successivo ne divenne caposquadriglia; nel gennaio 1917 era comandante il capitano di fregata Vaccaneo.
Nel 1918 prese base a Porto Corsini, ed il 29 settembre di quell'anno fu messo in riserva.
Aveva svolto 44 missioni di agguato difensivo al largo della laguna veneta, oltre ad essere impiegato come unità scuola per i nuovi sommergibilisti.
Posto in disarmo e radiato il 16 gennaio 1919, fu demolito.